# Malin Forsbrand
Malin Kristina Forsbrand, född Svensson 30 maj 1972 i Grovare församling, Älvsborgs län, är en svensk politiker (Centerpartiet).  Hon var 1999–2002 förbundsordförande för Centerpartiets Ungdomsförbund och 2019–2022 kommunstyrelsens ordförande i Vaxholms kommun.

## Biografi
Oktober 2010 till oktober 2014 arbetade hon som politiskt sakkunnig åt IT- och energiminister Anna-Karin Hatt.
Efter CUF-tiden verkade hon som politisk chefredaktör på centerpartistiska Östersundsposten. När hon valdes till ordförande i CUF 1999 arbetade hon som chefredaktör för Länstidningen Östergötland. Forsbrand har tidigare också varit redaktör för CUF:s medlemstidning Ung Center 1994–1997. Hon har varit politisk krönikör för Ulricehamns tidning, Borås Tidning och Södermanlands Nyheter.
Hon har varit ledamot av Ulricehamns kommunfullmäktige. I valet 2014 valdes hon in i Vaxholms kommunfullmäktige för Centerpartiet. Efter valet 2018 valdes hon till kommunstyrelsens ordförande i ett samarbete mellan Centerpartiet, Liberalerna och Socialdemokraterna. 
År 2012 gifte hon sig med golftränare Ville Forsbrand. De har tillsammans två döttrar.